# Gracia Iglesias Lodares
Gracia Iglesias Lodares es una escritora, narradora y actriz española, nacida en Madrid en 1977.  

## Biografía
Se licenció en Periodismo con Premio Extraordinario Fin de Carrera y ejerció durante varios años esa profesión en importantes gabinetes de prensa como el del CSIC y en destacados medios como El Mundo, la Agencia EFE y Onda Cero, combinándolo con la escritura, la realización de performances artísticas y la narración oral. Desde hace más de una década dirige el Festival de poesía ARRIVERSOS de Guadalajara; también fue fundadora y directora de un centro cultural y de desarrollo personal en Guadalajara, el espacio Oropéndola, de breve pero muy intensa trayectoria. Actualmente se dedica casi en absoluto a la escritura de literatura infantil y la narración oral. También es mentora de escritores y, ocasionalmente realiza trabajos de doblaje y locución. 
Tiene casi 60 libros publicados, y cientos de textos incluidos en obras didácticas. Ha escrito poesía, relato y ensayo artístico, y figura en numerosas antologías y recopilatorios publicados por editoriales de España, Inglaterra, México y Japón, e incluso una galería de arte (BAT) editó en el año 2004 una carpeta de aguafuertes del prestigioso artista Luis Feito acompañados por poemas de la autora. Sin embargo, la mayor parte de su producción literaria se encuentra en el ámbito de la literatura infantil, en el que ha cultivado diversos géneros. 
Desde el año 1999 realiza una intensa actividad de difusión de la literatura mediante recitales y performances de distinta índole. Desde 2008 compagina su labor como escritora y divulgadora con la de narradora y actriz profesional. Siempre está dispuesta a acudir allá donde la llamen, ya sea un colegio, una biblioteca o una plaza para contar cuentos y recitar poemas, pues es algo que le encanta.
Como docente, entre los años 2005 y 2012 impartió clases presenciales y a distancia de Gestión de Galerías de Arte, Cultura y Periodismo, Crítica de Arte y Gestión de la Comunicación y Gabinetes de Prensa en Organizaciones Artísticas y Culturales en el Instituto Superior de Arte (I|Art), en el que llegó a ser coordinadora del Colegio de Periodismo y directora del máster en Periodismo Cultural. Actualmente imparte cursos de escritura y mentorías en línea a través de la Escuela de Literatura Infantil y Juvenil ELIJ, fundada y dirigida por ella misma.
En el apartado escénico, además de su mencionada labor como narradora profesional, destaca en la creación e interpretación de performances y espectáculos tanto para adultos como para niños en los que la poesía se fusiona con otras disciplinas artísticas. Dentro de esta faceta ha actuado para instituciones como el Instituto Cervantes (IC), la Comunidad de Madrid, Obra Social Caja Madrid, el Instituto Nacional de Técnica Aeroespacial (INTA), la Fundación Siglo Futuro, Intermón Oxfam y UNICEF; y en bibliotecas, galerías, salas de exposiciones, teatros, festivales y otros espacios culturales de España, Inglaterra, Austria, Alemania e Islandia.
En una ocasión vivió durante cuatro días dentro de una gigantesca urna de metacrilato en el centro de Sevilla y una vez salió de la caja de un mago (pero ha prometido que nunca revelará el truco)
.

## Obras

#### Libros infantiles

##### Álbumes ilustrados
- Mono Lolo. Ed. Amargord (Kukudrulu). Madrid, 2008. ISBN 978-84-87302-68-8.

- Huevos y patatas. La Galería del Libro. Madrid, 2012. ISBN 978-84-15655-01-5.

- El dragón de la chimenea. Pintar-Pintar. Oviedo, 2014. ISBN 978-84-92964-56-7.

- Moustache. Lata de Sal. Madrid, 2015. ISBN 978-84-944343-1-0. (Editado también en gallego y catalán. Traducido al portugués)

- Felipe tiene gripe. Jaguar. Madrid, 2015. ISBN 978-84-16434-07-7. (Editado también en catalán y gallego. Traducido al coreano y chino). También en formato minilibro ISBN 978-84-18609-00-8.

- El Hilo. Kalandraka. Pontevedra, 2016. ISBN 978-84-8464-989-2. (Editado también en gallego. Traducido al chino). También en formato minilibro ISBN 978-84-84643-52-4. (Editado también en gallego)

- ¡Qué golazo! Jaguar. Madrid, 2016, 2023. ISBN 978-84-16434-35-0, ISBN 978-84-18753-17-6   (Editado  también en catalán). También en formato minilibro ISBN 978-84-18609-08-4.

- El tesoro de Isla Cocina. La Fragatina. Fraga, 2016. ISBN 978-84-16566-16-7.

- Marcelina en la cocina. Jaguar. Madrid, 2017. ISBN 978-84-16434-74-9. (Editado también en catalán).

- La extraña visita. Libre Albedrío. Almería, 2017. ISBN 978-84-946308-8-0. (Editado también en euskera y gallego. Traducido al portugués).

- No puedo dormir. Flamboyant. Barcelona, 2018. ISBN 978-84-946815-9-2. (Editado también en catalán. Traducido al inglés "I can´t sleep" y alemán "Ich kann nicht einschlafen").

- Por una mosca de nada. Canica Books. Málaga, 2018. ISBN 978-84-945336-4-8.

- Imagodonte. Milrazones. Santander, 2018. ISBN 978-84-947159-9-0.978-84-17028-50-3

- El gran fichaje. Nou Editorial. Guadalajara, 2018. ISBN 978-84-17268-08-4.

- Moncho Rabioso. Libre Albedrío. Almería, 2019. ISBN 978-84-947462-8-4.

- ¡Qué jaleo, Timoteo! Jaguar. Madrid, 2019. ISBN 978-84-17272-89-0. (Editado también en catalán y en gallego).

- Me pica el ombligo. Bookolia. Madrid, 2019. ISBN 978-84-949117-6-7. (Editado también en euskera).

- Pepita Sarmiento. Mensajero (Grupo de Comunicación Loyola). Bilbao, 2020. ISBN 978-84-271-4318-0. (Editado también en euskera. Traducido al inglés, "Pepita, the firl who needed to fly").

- El rombo feroz. Canica Books. Málaga, 2019. ISBN 978-84-945336-7-9.

- Ovimamis y Papaguaráis. Mensajero (Grupo de Comunicación Loyola). Bilbao, 2020. ISBN 978-84-271-4431-6. (Editado también en euskera).

- Grande grande. Carambuco. Barcelona, 2020. ISBN ISBN 978-84-17766-20-7. (Editado también en catalán).

- ¡Buen camino, Celestino! Jaguar. Madrid, 2020. ISBN 978-84-17272-76-0. (Editado también en gallego, catalán e inglés "Have a good hike, Mike").

- Caracol. Ed. San Pablo. Madrid, 2021. ISBN 978-84-285-5832-7.

- La extraña sorpresa. Libre Albedrío. Almería, 2021. ISBN 978-84-122392-2-5. (Editado en gallego)

- Vacaciones. Apila. Zaragoza, 2021. ISBN 978-84-17028-50-3 (Editado también en inglés "Moo holiday").

- Pompi puff. Carambuco. Barcelona, 2021. ISBN 978-84-177766-45-0.

- ¿Pero qué le pasa a Blasa? Jaguar. Madrid, 2021. ISBN 978-84-18609-82-4. (Editado también en gallego y catalán).

- La extraña familia. Libre Albedrío. Almería, 2022. ISBN 978-84-125673-0-4 (Editado también en gallego)

- El gran libro de los juegos de Felipe y sus amigos. Jaguar. Madrid, 2023 ISBN 978-84-18753-10-7

- La familia de Basilia. Jaguar. Madrid, 2023. ISBN 978-84-18753-29-9 (Editado también en catalán y gallego)

- Escuela de piratas. Penguin Kids. Barcelona, 2024 ISBN 978-84-19511-99-7

- Vini goloso y el queso apestoso. Rubio. Valencia, 2025. ISBN 978-8418964947

- Avelina, eres divina. Jaguar. Madrid, 2025. ISBN 978-84-10208-47-6 (Editado también en catalán y gallego).

##### Libros para bebés
- ¡Atchús, Felipe! Jaguar. Madrid, 2020. (Editado también en catalán).

- Ñam, ñam, Marcelina. Jaguar. Madrid, 2020. ISBN 978-84-17272-81-4. (Editado también en catalán).

- Oinc, oinc, Timoteo. Jaguar. Madrid, 2021. ISBN 978-84-18277-73-3. (Editado también en catalán)

- Celestino clipi cla. Jaguar. Madrid, 2024. ISBN 978-84-18753-18-3. (Editado también en catalán y en gallego)

##### Canciones infantiles
- Canta con Gracia y Salero. AM Editorial. Madrid, 2020. ISBN 978-84-120457-1-0. (Libro-disco).

##### Poesía infantil
- El mundo de Casimiro. Memorias de un saltamontes. Ed. Servicio de Publicaciones de la Universidad de Castilla-La Mancha. Cuenca, 2010. ISBN 978-84-8427-739-2. (ganador del VII Premio de Poesía Infantil Luna de Aire, 2009).

- Los Meagrada. Ed. Bornova. Guadalajara (España), 2011. ISBN 978-84-938199-5-8. (Traducido al italiano).

- Subasta extraordinaria en el Museo de Todo lo Perdido. La Guarida. Salamanca, 2014. ISBN 978-84-941771-2-5.

##### Narrativa infantil
- El tren de los ronquidos. Ed. San Pablo. Madrid, 2011. ISBN 978-84-2885-3750-6.
- Karim y las cebras. Milenio. Lleida, 2017. ISBN 978-84-9743-766-0.(Editado también en catalán).
- Priscila y el concurso Minisuperchef. Ediciones Diquesí. Madrid, 2021. ISBN 978-84-121529-6-8
- Ojo con el ojo, Jaguar. Madrid, 2024. ISBN 978-84-18753-7 4-9
- Mucho susto y Pocas chuches. Jaguar. Madrid, 2024 ISBN 978-84-10208-15-5
- Tembleques 1. Colmillos en el gimnasio. Molino. Barcelona, 2024 ISBN 978-84-272-4076-6
- Tembleques 2. Conjutos en clase. Molino. Barcelona, 2024 ISBN 978-84-272-4077-3
- Tembleques 3. Aullidos en la cancha. Molino. Barcelona, 2025 ISBN 978-84-272-4688-1
- Juanita Buscahuesos 1. El lagarto, el chamán y un extraño talismán. Edelvives. Zaragoza, 2025 ISBN 978-84-140-6164-0
- Juanita Buscahuesos 2. ¡Peligro! Dinosaurios a la fu ga. Edelvives. Zaragoza, 2025 ISBN 978-84-140-6165-7

##### No ficción infantil
- Un día en la vida de Yayra. Colección «Esto no es un cuento». Ed. San Pablo. Madrid, 2019. ISBN 978-84-285-5611-8.

- Yuri ha escrito una carta para ti. Colección «Esto no es un cuento». Ed. San Pablo. Madrid, 2019. ISBN 978-84-285-5618-7.

- Hajar quiere volar. Colección «Esto no es un cuento». Ed. San Pablo. Madrid, 2021. ISBN 978-84-285-5977-5.

##### Métodos didácticos
- Palomitas de Maíz. (Educación Infantil. Niveles 3, 4 y 5 años). Algaida Editores. Sevilla.

- Nuevo jardín de las letras. (Lectoescritura Educación Infantil. Nivel 5 años). Algaida Editores. Sevilla.

- Pompas de Jabón. (Educación Infantil. Niveles 3, 4 y 5 años). Algaida Editores. Sevilla.

- Popete. (Educación Infantil. De 0 a 3 años). Algaida Editores. Sevilla.

- El jardín de las letras. (Lectoescritura Educación Infantil. Nivel 5 años). Algaida Editores. Sevilla.

- Papelillos. (Educación Infantil. Niveles 3, 4 y 5 años). Algaida Editores. Sevilla.

- Momoi. (Educación Infantil. Niveles 3, 4 y 5 años). Edelvives. Zaragoza.

### Literatura general

#### Poesía
- Sospecho que soy humo. Ed. Torremozas. Madrid, 2002. ISBN 84-7839-290-4. (ganador del III Premio Gloria Fuertes de Poesía Joven, 2001).

- Aunque cubras mi cuerpo de cerezas. Instituto Alicantino de Cultural Juan Gil-Albert, Alicante, 2005. ISBN 84-7784-464-X (ganador del XIX Premio Nacional de Poesía Miguel Hernández, 2004)

- Distintos métodos para hacer elefantes. Ed. Amargord, Madrid, 2006. ISBN 84-8730-234-3 (finalista del I Certamen de Poesía Vicente Presa, 2005).

- Gritos verticales. Cangrejo Pistolero Ediciones, Sevilla, 2010. ISBN 978-84-938086-3-1 (ganador de una Ayuda a la Creación Literaria de la Junta de Comunidades de Castilla-La Mancha, 2011).

- La cicatriz. Noctiluca, Sevilla, 2017. ISBN 978-84-697-4955-5.

#### Ediciones de arte
- Tiempo de Luz. Carpeta de aguafuertes de Luis Feito y poemas de Gracia Iglesias editada por la galería de arte contemporáneo BAT-Alberto Cornejo. Madrid, 2004.

#### Divulgación y narrativa
- Fotógrafos de África. El Gorila de Montaña. Ediciones Marañón. Madrid, 2009. ISBN 978-84-936555-6-3.

- El fin de las palabras y otros cuentos. Relatos ganadores y finalistas del XXXV Concurso de Cuentos Hucha de Oro. Fundación de las Cajas de Ahorros. Madrid, 2009.

## Premios, menciones y becas
Premio Torre del Agua categoría Lectores Autónomos Español por el libro “Tembleques 1. Colmillos en el gimnasio”. Festilij3C. 2025. 
Finalista Premios A de Literatura Infantil (categoría Primeros Lectores) por el libro “La extraña familia”. 2024.
Premio Jábega a la excelencia por su labor creativa. Málaga. 2020. 
Premio Torre del Agua categoría Álbum Infantil Español por el libro “Pepita Sarmiento”. Festilij3C. 2020. 
Seleccionada en los premios Fundación Cuatrogatos por el libro “El rombo Feroz”. Fundación Cuatrogatos. 2020. 
Premio Álbum Ilustrado Plastilina & Amigos por el libro “Por una mosca de nada”. Librería Plastilina. 2019. 
Seleccionada en el catálogo The White Ravens por el libro “No puedo dormir”. Biblioteca Internacional de Münich 2019. 
Seleccionada en los premios Fundación Cuatrogatos por el libro “No puedo dormir”. Fundación Cuatrogatos. 2019. 
Nominada en los Little Hakka Awards por el libro “No puedo dormir”. 2018 
Seleccionada por la Júnior Library Guild de Estados Unidos (JLG), con el libro “No puedo dormir”. 2018
Seleccionada en los premios Fundación Cuatrogatos por el libro “Subasta extraordinaria en el Museo de Todo lo Perdido”. Fundación Cuatrogatos. 2015. 
Finalista Premio de locución "La voz de Boiron" (segunda edición). Laboratorios Borion. 2015. 
Ayuda a la Creación Literaria. Junta de Castilla-La Mancha. 2010. 
Finalista XXXV Concurso de Cuentos Hucha de Oro, por el relato “Sandalias”. Fundación de las Cajas de Ahorros. 2008. 
Finalista del I Certamen de Poesía Vicente Presa, por el libro “Distintos métodos para hacer elefantes”. Ayuntamiento de Móstoles. 2005. 
Premio Nacional de Poesía Miguel Hernández, por el libro “Aunque cubras mi cuerpo de Cerezas”. Fundación Miguel Hernández. 2004. 
Premio Gloria Fuertes de Poesía Joven, por el libro “Sospecho que soy humo”. Fundación Gloria Fuertes. 2002. 
Mención de Honor en el II Premio Literario Villa de Cardeñosa (Sección Poesía). Asociación Cultural Santa Paula Barbada. 2001. 
Premio Extraordinario de Licenciatura (Periodismo). Universidad Complutense de Madrid. 2000.

## Artículos y referencias
1. El País – “La periodista Gracia Iglesias gana el Miguel Hernández de poesía” (16-03-2004)
2. Diario de León – “Gracia Iglesias gana el premio poético Miguel Hernández” (16-03-2004)
3. Escritoras.com – “Aunque cubras mi cuerpo de cerezas”.
4. Columna de Francisco Umbral – “Las cerezas” (25-07-2005)
5. Columna de Francisco Umbral – “Alcoholes” (03-10
-2005)
6. Guada Qué – La poeta de Guadalajara Gracia Iglesias gana el premio Luna de Aire (29-12-2009)
7. Nueva Alcarria - La escritora Gracia Iglesias consigue el Premio Luna de Aire de poesía (01-10-2010)
8. JCCM Consejería de Educación, Cultura y Deportes – “El Gobierno de Castilla-La Mancha y la poeta Gracia Iglesias presentan en el Teatro Moderno de Guadalajara el libro ‘Gritos Verticales’”(07-05-2011)
9. Guada Qué – “Gracia Iglesias presenta en Guadalajara 'Gritos verticales'” (06-05-2011)
10. Nueva Alcarria – Pareja se vuelca con el Viaje a la Alcarria y su Arte en Marcha (13-06-2014)